# ボルハ・ガルシア
ボルハ・ガルシア・フレイレ（Borja García Freire  ,  1990年11月2日 - ）は、スペイン、マドリード州出身のプロサッカー選手。現在は無所属。ポジションはMF。

## 来歴
16歳の時にラーヨ・バジェカーノのカンテラに入団。2008-09シーズン終盤にBチームに昇格し、2009年6月20日のレアル・サラゴサ戦でプロデビューを果たし、翌2009-10シーズンにセグンダ・ディビシオン所属のトップチームに昇格。
2011-12シーズン、同じセグンダ・ディビシオンのコルドバCFに移籍。40試合16得点を記録し、2012年夏にレアル・マドリード・カスティージャに移籍。2シーズンプレーした。
2014年8月7日、プリメーラ・ディビシオンに昇格したコルドバCFに、1年間のローン移籍で復帰。8月30日のセルタ・デ・ビーゴ戦で、トップリーグ初出場。9月21日のセビージャFC戦で、ラ・リーガ初ゴールを記録。2014-15シーズンは28試合に出場するも、チームは最下位で終了した、
2015年8月25日、ジローナFCと2年契約を締結。移籍2年目の2016-17シーズンは、昇格プレーオフを勝ち抜き、初のラ・リーガ昇格に貢献。2017-18シーズンは28試合2得点を記録。トップ10入りと1部残留に貢献し、2018年7月7日にジローナと2022年までの契約に合意した。
2020年9月15日、SDウエスカと3年契約を結んだ。